# دیورتولی
دیورتولی (به لاتین: Dyurtuli) یک منطقهٔ مسکونی در روسیه است که در باشقیرستان واقع شده‌است.